# АЕС Брюс
АЕС Брюс — атомна електростанція, розташована на східному березі озера Гурон в Онтаріо, Канада. Займає 932 га землі. Свою назву заклад отримав від міста Брюс, місцевого муніципалітету, коли завод був побудований, нині Кінкардин через об'єднання. Маючи вісім реакторів на важкій воді, це є найбільша в світі повністю діюча атомна електростанція за загальною кількістю реакторів і кількістю діючих реакторів до 2016 року, коли її перевищила за номінальною потужністю південнокорейська атомна електростанція Корі. Станція є найбільшим роботодавцем в окрузі Брюс, налічує понад 4000 працівників.
Раніше відома як Bruce Nuclear Power Development (BNPD), цей об’єкт був побудований поетапно між 1970 і 1987 роками провінційною коронною (державною) корпорацією Ontario Hydro. У квітні 1999 року Ontario Hydro було розділено на 5 корпорацій, а Ontario Power Generation (OPG) перейняла всі електричні станції. У червні 2000 року OPG уклала довгострокову угоду про оренду з приватним консорціумом Bruce Power, який взяв на себе управління об'єктом. У травні 2001 року Bruce Power розпочала роботу. Договір оренди був розрахований на 18 років до 2019 року з можливістю продовження ще на 25 років до 2044 року.
У листопаді 2009 року Комісія з ядерної безпеки Канади (CNSC) продовжила дію ліцензій на експлуатацію компанії Bruce Power на 5 років до 2014 року та дала дозвіл на перезаправку блоків 1 і 2. У травні 2014 року CNSC продовжила ліцензію до травня 2015 року, а на початок 2015 року було заплановано громадські слухання в Оттаві та Кінкардині. Нову операційну ліцензію було видано на 1 червня 2015 року до 31 травня 2020 року і знову продовжено з 1 жовтня 2018 року до 30 вересня 2028 року.

## Опис
Електростанція складається з восьми важководних реакторів CANDU, розташованих у двох установках (А і В) з чотирма реакторами кожна. Кожен реактор знаходиться всередині залізобетонної оболонки. Висота парогенераторів становить 12 метрів, а вага кожного – 100 тонн. Кожна станція використовує три паливні машини, які розподіляються між чотирма реакторами, які рухаються по каналу, прорізаному крізь тверду породу під реакторами, перетинаючи всю станцію. Трубопровід є частиною системи скидання тиску, з'єднаної з вакуумною будівлею. Кожен реактор має власну турбогенераторну установку, з однією турбіною високого тиску та трьома турбінами низького тиску, що приводять в рух один генератор. Машинний зал має довжину близько 400 м на кожній станції та містить чотири турбогенераторні установки. Вода для охолодження береться з озера Гурон. Існує (спочатку) одна диспетчерська на 4 реактори.

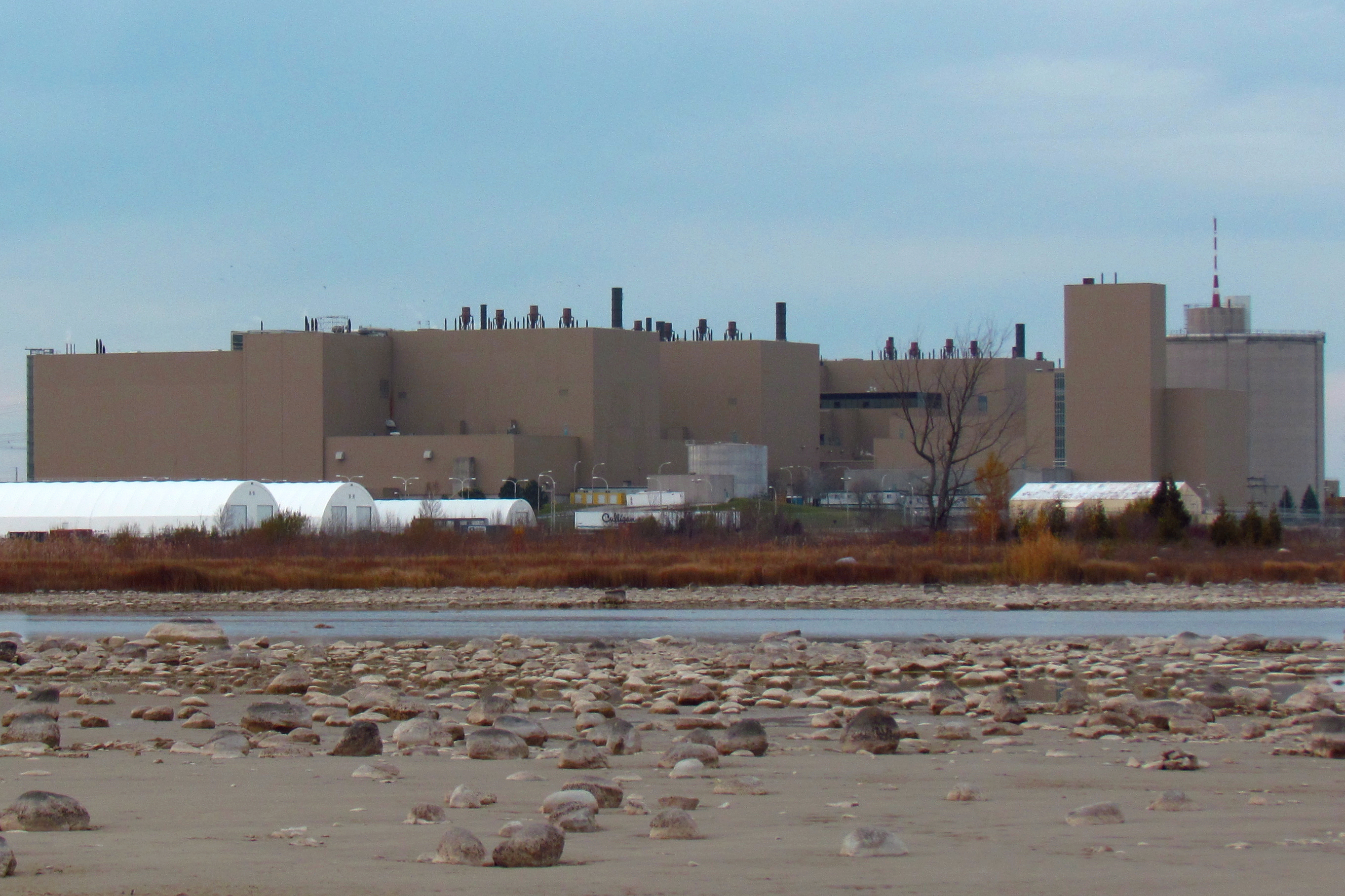
Брюс А, з іншого боку Бе-дю-Дор

### Брюс А
Будівництво черги Брюс A почалося в 1969 році, за аналогією зі станцією Pickering A. Блоки Bruce A спочатку були розраховані на 750 МВт нетто / 805 МВт брутто, які пізніше були збільшені до 769 МВт нетто / 825 МВт брутто. Станом на  2017  блоки Bruce A були здатні виробляти до 779 МВт чистої енергії відповідно до даних генератора IESO. Для кожного реактора потрібно 6240 збірок палива вагою 22,5 кг кожен, або близько 140 тонн пального. На кожен реактор припадає 480 паливних каналів, що містять по 13 пучків. Існує ємність для зберігання приблизно 23 000 пачок. Приблизно 18 збірок вивантажуються з одного реактора на добу.
У оригінальних парогенераторах Брюс A використовувався окремий великий горизонтальний спільний паровий барабан (з одним паровим барабаном, загальним для чотирьох парогенераторів), така конструкція була відкинута на більшості інших станцій того часу. Проблеми, пов'язані з проєктом трубних опор, який вимагає AECL, призвели до витрат на ремонт і затримки, які перевищили чистий капітал будівельника Babcock & Wilcox Canada.

### Брюс Б
Блоки Bruce B, розташовані на південь від Bruce A, мають дещо більшу потужність: 817 МВт чистої, 840 МВт загальної, що пояснюється вдосконаленою конструкцією парогенератора, де паровий барабан є невід'ємною частиною кожного парогенератора у формі «лампочки», усуваючи горизонтальний поперечний барабан. У 1990 році трапилось дев'ятитижневе порушення роботи Bruce B, коли технік неправильно встановив калібрування на моніторах радіоактивності. У 2007 році Bruce B 7 був найефективнішим ядерним реактором в Онтаріо з продуктивністю 97,2% і в 2009 році Bruce B 5 був першим з продуктивністю 95,4%.
Брюс Б 5
- Будівництво розпочато 1 червня 1978 року [19].
- 15 листопада 1984 року він досяг першої критичності[19].
- Комерційна експлуатація почалася 1 березня 1985 року[19].
- Спочатку планувалося зупинити в 2016 році (блоку мав би бути на той час 31 рік)[16].
- Реконструкцію планують розпочати у 2026 році, коли блоку виповниться 41 рік[20][21][22].

Брюс Б 6
- Будівництво розпочато 1 січня 1978 року[23].
- 29 травня 1984 року він досяг першої критичності[23].
- Комерційна експлуатація почалася 14 вересня 1984 року[23].
- Спочатку планувалося зупинити його у 2018 році (блоку мало б бути 34 роки).
- Реконструкцію планують розпочати у 2020 році (блоку буде 36 років)[20][21][22].

Брюс Б 7
- Будівництво розпочато 1 травня 1979 року[10][24].
- 7 січня 1986 року він досяг першої критичності[24].
- Комерційна експлуатація почалася 10 квітня 1986 року[24].
- Спочатку планувалося зупинити блок у 2015 році (блоку мало б бути 29 років).
- Реконструкцію планують розпочати у 2028 році (блоку виповниться 42 роки)[20][21][22].

Брюс Б 8
- Будівництво розпочато 1 серпня 1979 року[25].
- 15 лютого 1987 року він досяг першої критичності[25].
- Комерційна експлуатація почалася 22 травня 1987 року[25].
- Спочатку планувалося зупинити у 2019 році (блоку мало б бути 32 роки).
- Реконструкцію планують розпочати у 2030 році (блоку буде 43 роки)[20][21][22].

## Електрична генерація
На графіку представлено річне виробництво електроенергії на місці (А та В разом) у ТВт·год. У 2013 році це становило близько 30% виробництва струму в Онтаріо.

### Витрати на будівництво
Кошторисна вартість Брюс А мала бути Can$ мільярда  доларів (1969 рік), а насправді коштував 1,8 мільярда доларів США (1978 рік), тобто 100% перевищення. Брюс B мав коштувати 3,9 мільярда доларів (1976), а насправді коштував 6 мільярдів (1989) у «доларах року», перевищення на 50%. Ці цифри кращі, ніж для Pickering B або Darlington (350%, без урахування інфляції).

### Вартість виробленої електроенергії
У 2010 році електростанція Брюс отримала приблизно 60 мільйонів доларів США за контрактну, але невикористану електроенергію.
1 січня 2016 року компанія Bruce Power почала отримувати єдину договірну ціну за весь обсяг виробленої потужності в CA$ 65,73 канадських доларів за мегават-годину (МВт-год). Ця ціна частково коригується щорічно з урахуванням інфляції та зростання заробітної плати з додатковими щомісячними коригуваннями вартості палива, і вона включає невелику оплату за унікальну здатність Брюса скорочувати до 2400 МВт генерації (загалом на кожному з вісьмох блоків – до 300 МВт. на окрему одиницю) через паровий байпас у періоди утворення надлишку.

### Блекаут 2003 року
Під час північно-східного відключення електроенергії у 2003 році три блоки Bruce B продовжували працювати на 60% потужності реактора при 0% потужності мережі. Вони могли робити це годинами, тому що у них були парові байпасні системи, призначені для відокремлення вихідної енергії реактора від електричної потужності генератора. Три енергоблоки були підключені до мережі протягом 5 годин. Станції Bruce A і B були спроектовані для роботи протягом необмеженого часу при відключенні від мережі.

### Виробництво кобальту-60
Кобальт-60 (60Co) можна отримати в реакторі CANDU за допомогою регулюючих стрижнів, виготовлених переважно із 59Co (замість звичайної неіржавіючої сталі), яка повільно перетворюється на 60Co за допомогою нейтронної активації (59 Co + n → 60Co). Ці тепер інтенсивно радіоактивні регулювальні стрижні з кобальту-60 потім «збирають» (видаляють і замінюють новими регулюючими стрижнями 59 Co) після одного-трьох років використання в реакторі під час звичайної зупинки реактора, а потім переробляють у герметичні 60 Коджерела різної інтенсивності Nordion. Атомна електростанція Брюс виробляє 60Co з 1980-х років, і майже весь світовий запас 60Co надходить з різних ядерних реакторів CANDU, причому Bruce є найбільшим постачальником. Станом на  2007, Брюс постачав понад 40% 60Co  світовим компаніям. До 2016 року цей показник зріс до понад 50%, а Pickering забезпечував ще приблизно 20% світового попиту. У 2016 році Брюс продовжив свій контракт з Nordion на продовження поставок 60Co для покриття всього прогнозованого терміну експлуатації реакторів Брюса після реконструкції, які, як очікується, працюватимуть до 2064 року.

## Реконструкція блоків 1–2, 1995–2012 рр

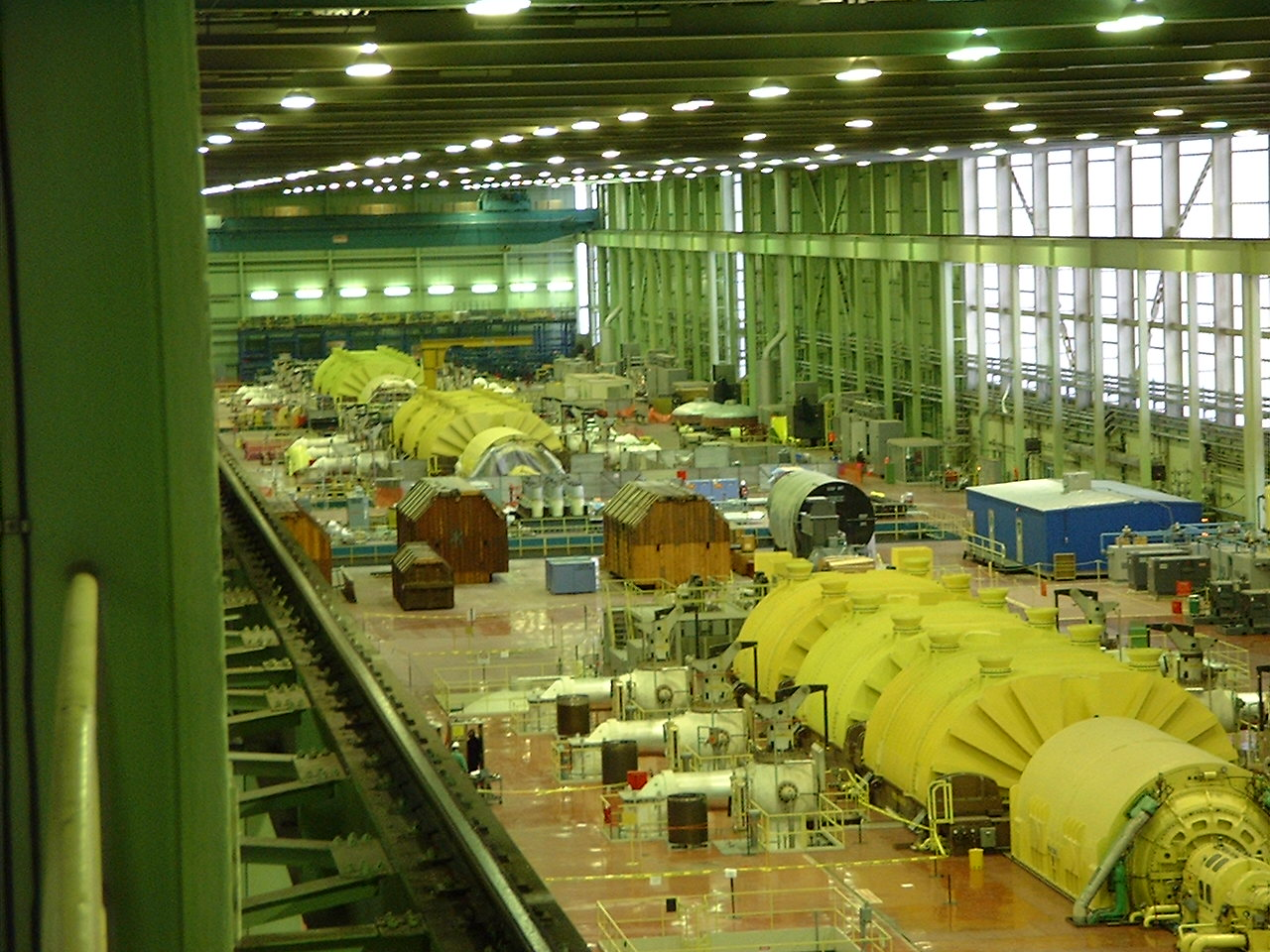
Брюс A турбінний зал під час проєкту перезапуску 2002–04

Переналаштування блоків Брюс A було заплановано в 1992 році, але було відкладено, оскільки Ontario Hydro на той час мала надлишок генерації.
Наприкінці 2005 року Bruce Power і уряд Онтаріо взяли на себе зобов'язання повернути одиниці 1 і 2 для обслуговування, щоб допомогти задовольнити зростаючий попит на енергію в провінції Онтаріо. Спочатку проект оцінювався в 4,25 мільярда доларів. Було визначено, що хоча енергоблоки 1 і 2 можна було перезапустити без реконструкції, зробити це було економічно вигідно, оскільки незабаром знадобилася б реконструкція. Мета полягає в тому, щоб блоки 1 і 2 залишалися в експлуатації до 2043 року, через 66 років після початкового введення в експлуатацію.

## Реконструкція енергоблоків №3–8, 2016–по теперішній час
У жовтні 2013 року, відповідно до Довгострокового енергетичного плану Онтаріо (LTEP) 2013, уряд Онтаріо оголосив про плани реконструкції шести реакторів на станції Брюс, починаючи з Брюс А4 у 2016 році. Інші підрозділи були реконструйовані слідом з деяким інтервалом. Брюс Пауер оцінив вартість близько 2 мільярдів доларів за одиницю або 12 мільярдів доларів за шість. Очікується, що ціна електроенергії з цих блоків буде в діапазоні ~$60–$70 за МВт-год.

## Зберігання відходів
Район станції Брюс є місцем Західного заводу з управління відходами OPG (WWMF). WWMF зберігає низькоактивні та середньоактивні ядерні відходи від експлуатації своїх 20 ядерних реакторів, включно з тими, які орендує компанія Bruce Power. Станом на 2009 рік було 11 заглиблених складських приміщень.

## Інші функції на сайті

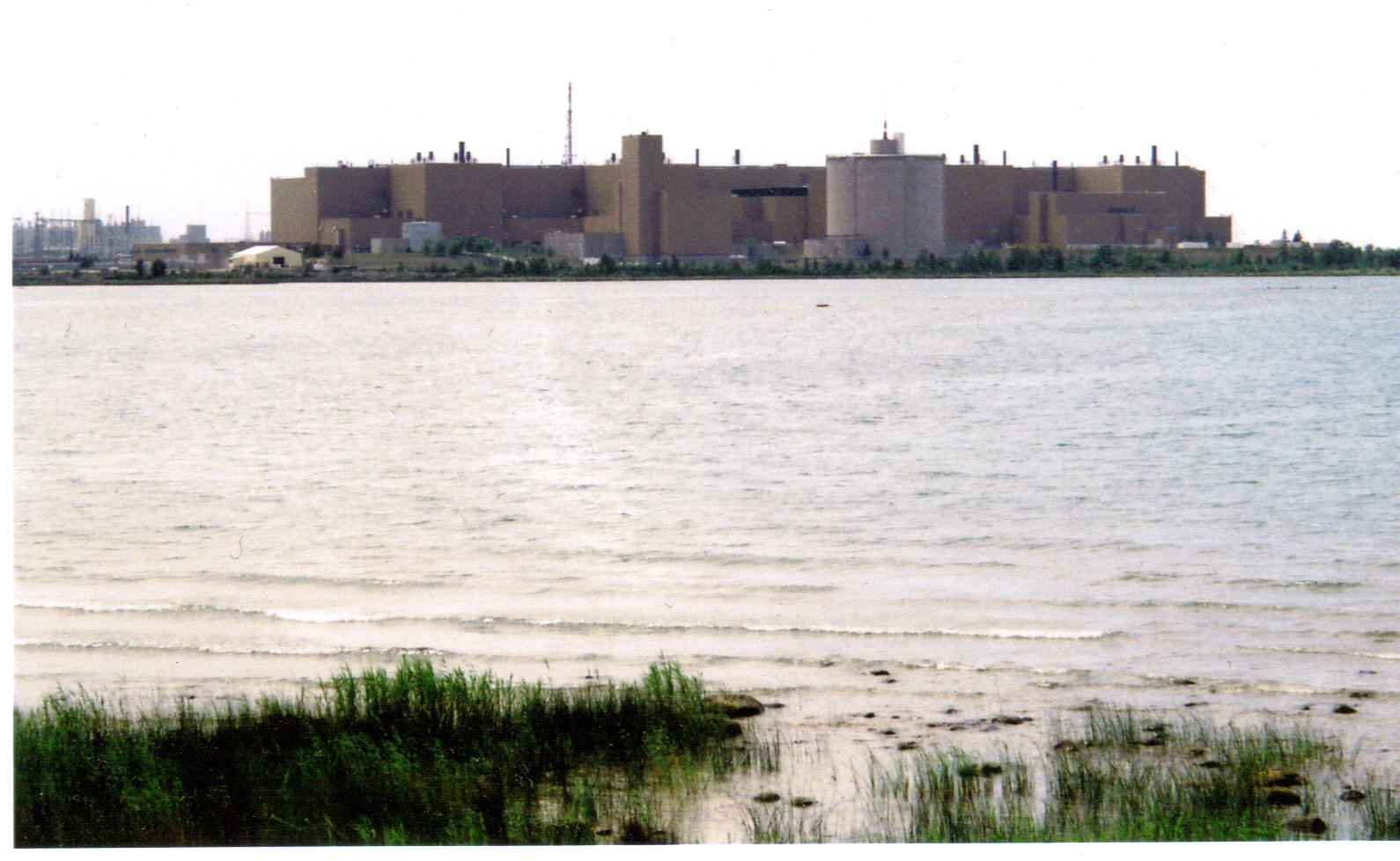
Брюс А вид на південний захід через Бе-дю-Дор

На території є понад 56 кілометрів доріг і щонайменше 25 основних споруд. На ділянці є власна пожежна частина, пральня та медичний пункт.

### Дуглас Пойнт, 1960–1984
На майданчику в Брюсі розміщений зупинений реактор Douglas Point, попередня версія проєкту CANDU. Будівництво почалося в 1960 році; реактор введено в дію в 1967 році; і був закритий у 1984 році. Кожен із нинішніх реакторів Брюса приблизно в 4 рази перевищує потужність 200 реакторів Одиниця MW Douglas Point.

### Завод важкої води Bruce, 1973–1997
Завод важкої води Брюс (BHWP) також був на території станції. У 1969 році Atomic Energy of Canada Limited уклала контракт з Lummus Company of Canada Limited на проєктування та будівництво першої черги електростанції, тоді як Ontario Hydro відповідала за введення в експлуатацію та експлуатацію.

## Охорона та безпека

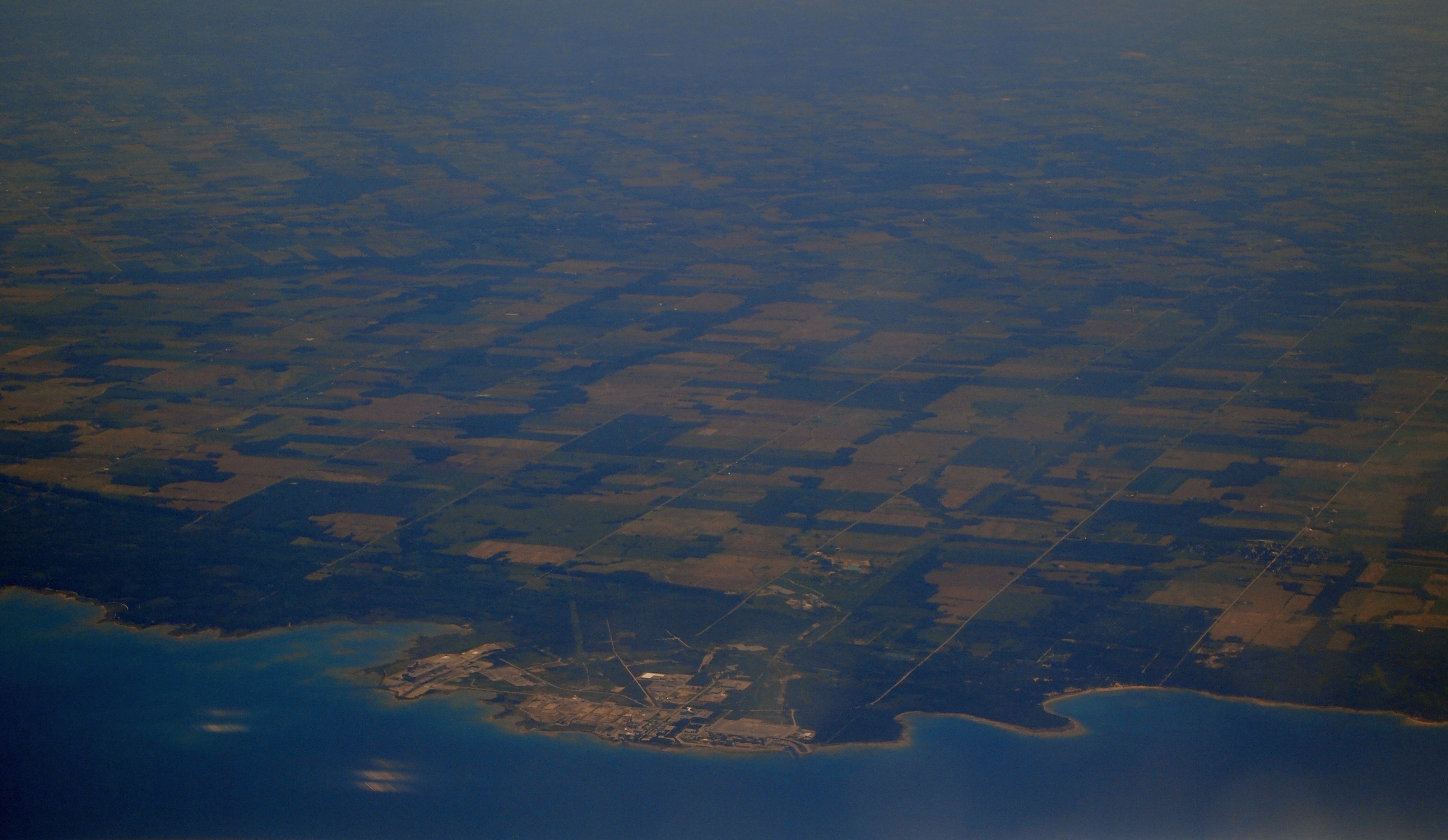
Вид на станцію Брюс з пасажирського літака

У 1977 році троє активістів Грінпіс запливли на це місце, щоб продемонструвати недоліки охорони. 23 вересня 2001 року чоловік, човен якого перекинувся на озері Гурон біля комплексу Брюс, протиснувся через ворота, увійшов до офісної будівлі та зателефонував по допомогу, не помічений жодними системами безпеки.
До терактів 11 вересня 2001 року команда безпеки мала затримати нападників на 17 хвилин, поки місцева поліція не зможе відреагувати. Охорона покладалася на пасивні заходи, такі як огорожі та замки. «Перетворена» команда безпеки після 9/11 описана як така, що більша за поліцію міста Кінгстон, тобто еквівалентна силам поліції 100-тисячного міста. Членам охорони дозволено мати вогнепальну зброю, також вони мають право арештовувати порушників. Сили мають бронетехніку, плавзасоби, а сама станція оточена потрійним парканом. У травні 2008 року Команда ядерного реагування Брюса (NRT) виграла Національний чемпіонат США SWAT (USNSC), перемігши 29 інших команд із 4 країн, уперше канадська команда виграла міжнародний турнір SWAT. Вони знову виграли в 2009, 2010 і 2011 роках. Після 11 вересня екскурсії територією заводу були припинені, хоча за його межами є центр для відвідувачів.

## Дані реактора
Генераторна станція Брюс складається з 8 діючих реакторів. 
| Етап | Блок No. | Реактор | Реактор    | Статус    | Потужність у МВт | Потужність у МВт | Початок будівництва | Перша критичність | Комерційна експлуатація | Закриття |
| Етап | Блок No. | Тип     | Модель     | Статус    | Електрична       | Теплова          | Початок будівництва | Перша критичність | Комерційна експлуатація | Закриття |
| ---- | -------- | ------- | ---------- | --------- | ---------------- | ---------------- | ------------------- | ----------------- | ----------------------- | -------- |
| A    | 1        | PHWR    | CANDU 791  | Працюючий | 774              | 830              | 1 липня 1971        | 17 грудня 1976    | 1 вересня 1977          | ( 2042)  |
| A    | 2        | PHWR    | CANDU 791  | Працюючий | 777              | 830              | 1 грудня 1970       | 27 червня 1976    | 1 вересня 1977          | ( 2043)  |
| A    | 3        | PHWR    | CANDU 750A | Працюючий | 770              | 830              | липень 1972         | 28 листопада 1977 | 1 лютого 1978           | ( 2064)  |
| A    | 4        | PHWR    | CANDU 750A | Працюючий | 769              | 830              | вересень 1972       | 10 грудня 1978    | 18 січня 1979           | ( 2064)  |
| B    | 5        | PHWR    | CANDU 750B | Працюючий | 817              | 872              | липень 1978         |                   | 1 березня 1985          | ( 2064)  |
| B    | 6        | PHWR    | CANDU 750B | Працюючий | 817              | 891              | січень 1978         |                   | 15 вересня 1984         | ( 2064)  |
| B    | 7        | PHWR    | CANDU 750B | Працюючий | 817              | 872              | травень 1979        |                   | 10 квітня 1986          | ( 2064)  |
| B    | 8        | PHWR    | CANDU 750B | Працюючий | 817              | 872              | серпень 1979        |                   | 22 травня 1987 року     | ( 2064)  |